# 해피 살마
해피 살마(Happy Salma, 1980년 1월 4일 ~ )는 인도네시아의 배우, 모델, 작가이다. 2010 인도네시아 영화제 시트라상 여우조연상 수상자이다.

## 서적
- "Pulang" (2006)
- "Telaga Fatamorgana" (2008)
- "Hanya Salju dan Pisau Batu" (2010), a collaboration with Pidi Baiq
- "The Warrior Daughter" (2015), a creative biography of Desak Nyoman Suarti